# Тимаката, Фредерик Карломуана
Фредерик «Фред» Карломуана Тимаката (англ. Frederick „Fred“ Karlomuana Timakata; 1936, Эмаэ, колония Новые Гебриды, Великобритания — 21 марта 1995) — вануатский государственный деятель, президент Вануату (1989—1994).

## Биография
Получил педагогическое образование, а затем — пасторское. Некоторое время работал пастором на различных островах, а затем — в Тихоокеанском духовном училище. В 1971 году выступил одним из основателей Национальной партии Новых Гебрид, в 1973 году был избран её вице-президентом. В 1979 году стал членом Национальной Ассамблеи.
После провозглашения независимости Вануату (1980) являлся председателем парламента (1985—1988). После окончания срока президентских полномочий Ати Джорджа Сокоману исполнял обязанности президента с 17 февраля по 8 марта 1984, до переизбрания Сокоману на второй срок.
- 1988—1989 гг. — министр здравоохранения,
- 1989—1994 гг. — избранный президент Вануату.